# Sydney Chapman
Sydney Chapman (Manchester, 29 januari 1888 - Boulder, 16 juni 1970) was een Brits wiskundige, astronoom en geofysicus.
Chapman wordt gezien als de man die in 1930 het fotochemische mechanisme uitwerkte waaruit de ozonlaag voortkwam. Chapman leed aan depressies, maar bleek desondanks productief. In 1949 kreeg Chapman de Gold Medal van de Royal Astronomical Society en hij ontving de Copley Medal van de Royal Society in 1964.

## Academisch leven
Chapman studeerde aan het Royal Technical Institute in Salford (nu de Universiteit van Salford) en de universiteiten van Manchester en Cambridge, waar hij steeds meer interesse in wiskunde kreeg en daarin ook een graad behaalde. 
Van 1919 tot 1924 bekleedde Chapman de Beyer Chair of Applied Mathematics (de leerstoel toegepaste wiskunde) aan de Victoria University of Manchester.
Hij werd gekozen tot Fellow van het Queen's College van de Universiteit van Oxford, maar in plaats van tot zijn pensioen op Oxford te blijven, nam Chapman ontslag om onderzoek- en onderwijsstages over de hele wereld aan te nemen. Hij werkte op onder meer de universiteiten van Alaska en Colorado, maar ook in Istanboel, Caïro, Praag en Tokio.
- Bibsys: 90227949
- Bibliothèque nationale de France: cb12378470m (data)
- Catàleg d'autoritats de noms i títols de Catalunya: 981058529467606706
- CiNii: DA00724066
- Gemeinsame Normdatei: 123743206
- International Standard Name Identifier: 0000 0001 0879 7956
- Library of Congress Control Number: n50036352
- Mathematics Genealogy Project: 122622
- Bibliotheek van het Japanse parlement: 001096664
- Nationale Bibliotheek van Tsjechië: mzk2013748484
- Nationale bibliotheek van Australië: 35027371
- Nationale Bibliotheek van Israël: 987007272220305171
- Nederlandse Thesaurus van Auteursnamen: 075281147
- Réseau des bibliothèques de Suisse occidentale: 02-A003095449
- LIBRIS: 181403
- SNAC: w6qf8v6w
- Système universitaire de documentation: 032831722
- Trove: 800859
- Virtual International Authority File: 24682610
- WorldCat: E39PBJr7WbCmWPrwpb4m4DcQMP

1. ↑  Find a Grave.